# إلسا داكس
إلسا داكس (بالفرنسية: Elsa Dax) هي رسامة فرنسية، ولدت في 14 مايو 1972.